# バランドフ撮影所
バランドフ撮影所（ばらんどふさつえいじょ、チェコ語：Barrandov Studio）は、1931年に創設されたチェコ共和国プラハにある映画撮影所である。
プラハの資産家・ミロシュ・ハベルにより創設された。
数々の作品を世に送り出し、映画賞を受賞したが1939年ナチスが占領し、ヨーゼフ・ゲッベルス宣伝相の管理下におかれる。
大戦終結直前のナチス撤収の際に撮影所は破壊されそうになったが、職員らが抵抗し30名近い殉職者を出した。
チェコ共産党政権下でも、自由な映画制作が制限され国策映画を年に40本程度製作したが、1989年ビロード革命により自由化された。低コストの映画制作が可能な撮影所としてハリウッド資本の映画制作を多く受注しているが、資本主義の自由競争の中で、職員のリストラ等を行った。現在25万㎡の敷地に8つのスタジオを有している。職人らの技術レベルが高く、「東欧のハリウッド」と呼ばれている。

## 主な作品
- 大通りの店
- イカリエ-XB1
- 007 カジノ・ロワイヤル
- ナルニア国物語/第1章: ライオンと魔女
- アマデウス
- ミッション:インポッシブル/ゴースト・プロトコル

## 参考
- 「東欧のハリウッド」（WOWOW 2012年）

座標: 北緯50度01分51秒 東経14度23分29秒 / 北緯50.0307度 東経14.3915度